# Athetis conformis
Athetis conformis là một loài bướm đêm trong họ Noctuidae.